# Rana guentheri
Rana guentheri là một loài ếch trong họ Ranidae.
Nó được tìm thấy ở Trung Quốc, Hồng Kông, Macau, Đài Loan, Việt Nam, có thể cả Campuchia, và có thể cả Lào.
Các môi trường sống tự nhiên của chúng là các khu rừng ẩm ướt đất thấp nhiệt đới hoặc cận nhiệt đới, vùng đất ẩm có cây bụi nhiệt đới hoặc cận nhiệt đới, đồng cỏ khô nhiệt đới hoặc cận nhiệt đới vùng đất thấp, sông, sông có nước theo mùa, đầm nước, đầm nước ngọt, đầm nước ngọt có nước theo mùa, đất canh tác, các đồn điền, vườn nông thôn, khu vực trữ nước, ao, ao nuôi trồng thủy sản, đất có tưới tiêu, đất nông nghiệp có lụt theo mùa, và kênh đào và mương rãnh. Loài này đang bị đe dọa do mất môi trường sống.

## Hình ảnh

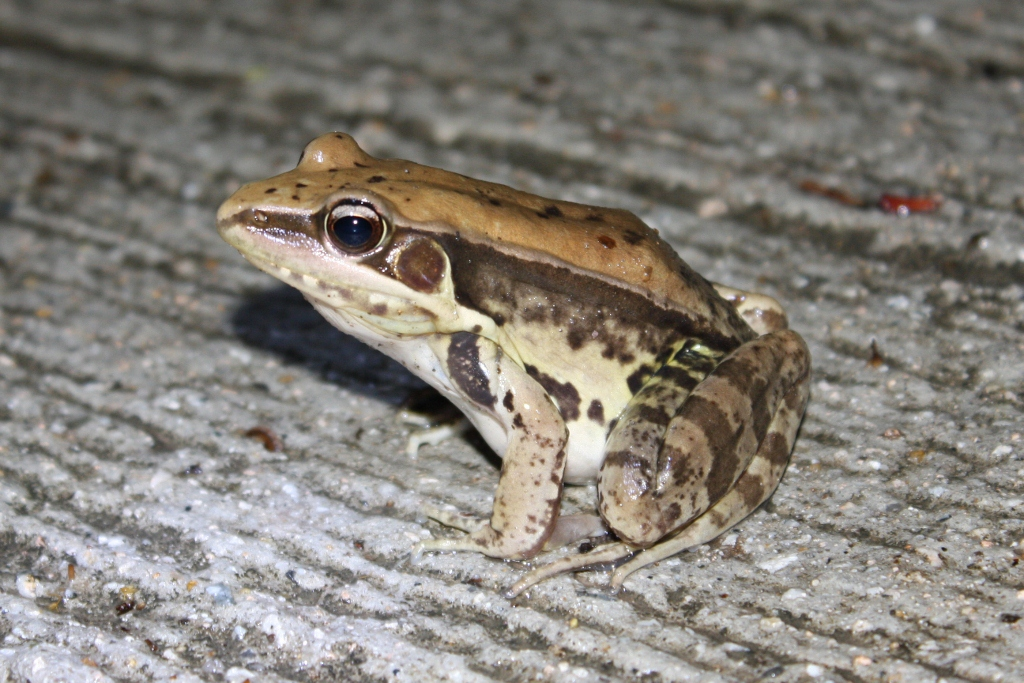
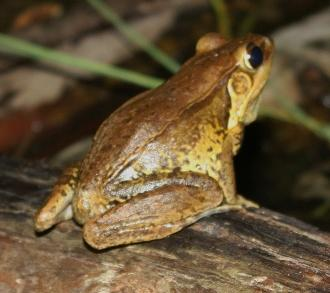
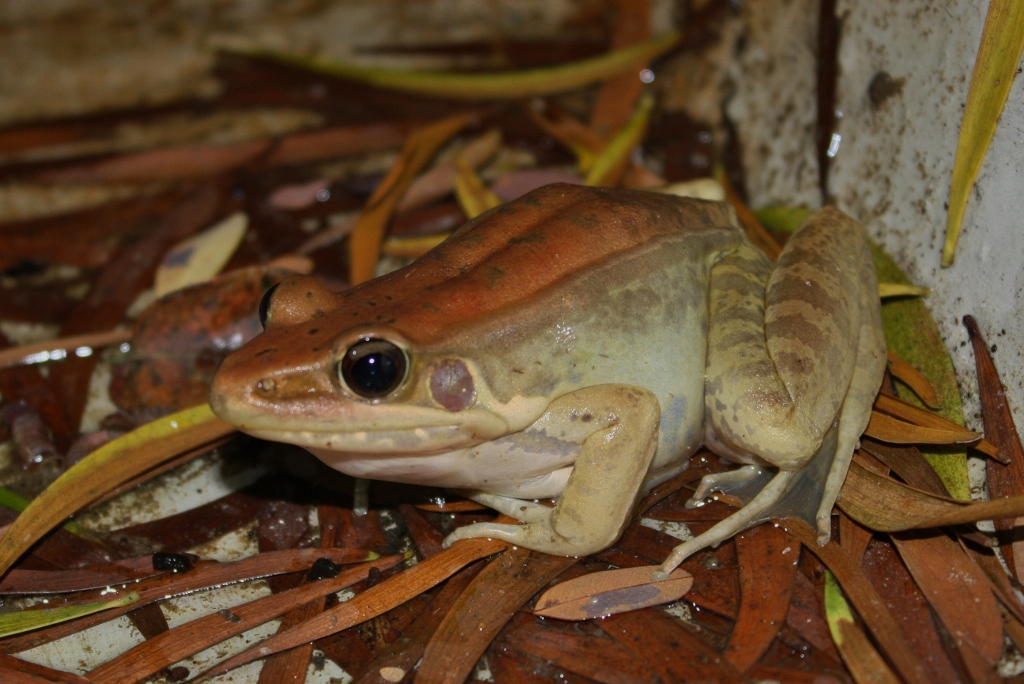
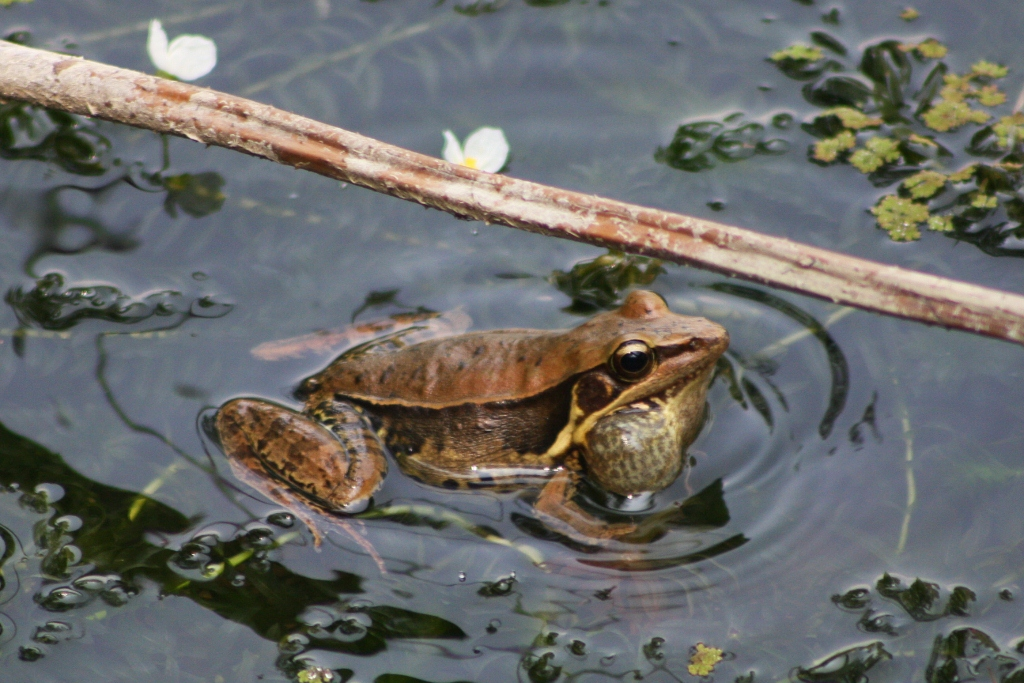